# Rainulf Trincanocte
Rainulf Trincanocte, var den tredje greve af Aversa og fik titlen Rainulf 2. (1045-1048). Han var fætter til sin forgænger Asclettin og nevø til dennes forgænger Rainulf Drengot, der havde skabt Drengot-slægtens magt i Syditalien. Da grev Asclettin døde efter kun nogle få måneders regeringstid, opstod der uro om arvefølgen, og Guaimar 4. af Salerno, der var lensherre over Aversa, forsøgte at få sin egen kandidat valgt. Normannerne valgte imidlertid Trincanocte, og det lykkedes dem at få Guaimar til at anerkende valget. I 1047 deltog Rainulf i et møde, hvor den tysk-romerske kejser Henrik 3. uden større held forsøgte at ordne forholdene i Italien, inden han rejste tilbage til Tyskland. Den vigtigste begivenhed for Rainulf var, af Guaimar 4. blev frataget værdigheden som hans lensherre, og greven af Aversa var herefter direkte vasal under kejseren, hvilket gav ham en betydeligt højere status.
Rainulf nåede kun at nyde den nye værdighed en enkelt år, så døde han i 1048 og efterlod Aversa til sin mindreårige søn Herman.

## Eksterne links
- Sicily/Naples, Nobility (Conti d'Aversa)

| Foregående: Asclettin 1. | Greve af Aversa 1045-1048 | Efterfølgende: Herman 1. |